# Ensor du meilleur montage
L'Ensor du meilleur montage est une récompense cinématographique et de télévision décernée chaque année dans le cadre des Ensors depuis 2012 pendant le Festival du film d'Ostende.

## Historique
L'Ensor du meilleur montage récompense le meilleur montage d'un film sorti de début août de l'année précédente jusqu'à la fin juillet de l'année. 
À partir de 2018, les Ensors sont décernés par l'Academie Ensor, en lieu et place d'un jury. En outre, les Ensors s'ouvrent à la télévision et récompensent aussi bien les films que les séries télévisées. 

## Lauréats
- 2012 : Philippe Ravoet pour À tout jamais (Tot Altijd)
- 2013 : Nico Leunen pour Alabama Monroe (The Broken Circle Breakdown)
- 2014 : Philippe Ravoet pour Le Verdict (Het vonnis)
- 2015 : Nico Leunen pour N: The Madness of Reason (nl)
- 2016 : Adil El Arbi et Bilall Fallah pour Black
- 2017 : Nico Leunen pour Home
- 2018 : Alain Dessauvage pour Le Fidèle
- 2019 : Alain Dessauvage pour Girl
- 2021 : Bert Jacobs pour De twaalf (nl)
- 2022 : Bert Jacobs  pour Beau Séjour
- 2023 : Bert Jacobs  pour Zillion
- 2024 : Pieter Smet pour 1985